# Paulo Jorge Almeida Silva
Paulo Jorge Almeida Silva (sinh ngày 19 tháng 3 năm 1992) hay Paulinho, là một cầu thủ bóng đá người Bồ Đào Nha thi đấu cho Real S.C., ở vị trí hậu vệ.

## Sự nghiệp bóng đá
Vào ngày 8 tháng 9 năm 2017, Paulinho có màn ra mắt cho Real trong trận đấu tại LigaPro 2017–18 trước Benfica B.